# Marika Eklund
Marika Eklund (Hanko, 14 de abril de 1948) fue una atleta finlandesa especializada en la prueba de 4x400 m, en la que consiguió ser subcampeona europea en 1974.

## Carrera deportiva
En el Campeonato Europeo de Atletismo de 1974 ganó la medalla de plata en los relevos 4x400 metros, con un tiempo de 3:27.70 segundos, llegando a meta tras Alemania del Este que con 3:25.21 batió el récord de los campeonatos, y por delante de la Unión Soviética (bronce).